# Geleira Ritya

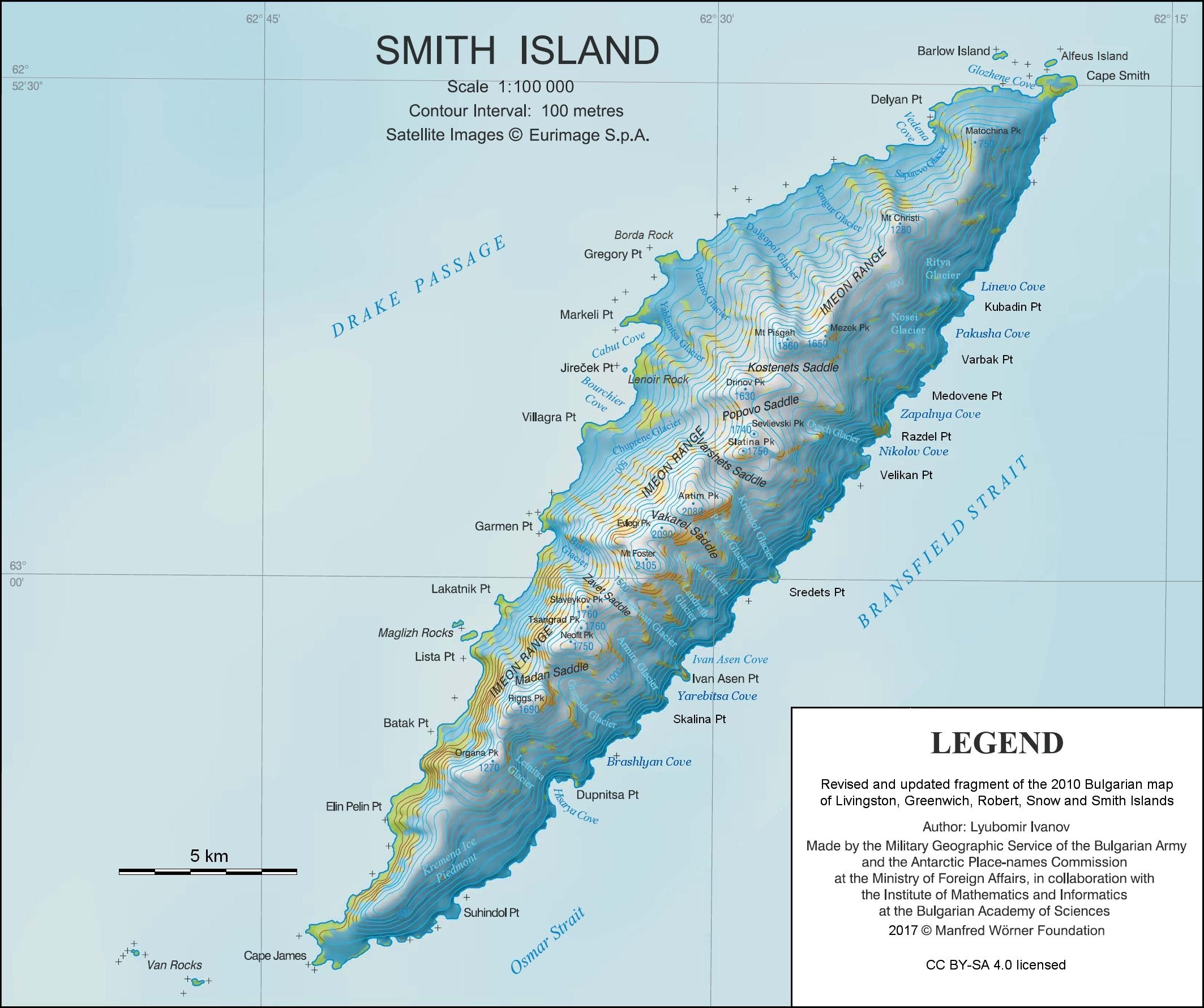
Mapa topográfico da ilha Smith

Geleira Ritya ( em búlgaro:  ледник Ритя) é o íngreme 1,8   km de comprimento e 1,4   geleira de km de largura, drenando as encostas sudeste de Imeon, na ilha de Smith, nas Ilhas Shetland do Sul, na Antártica . Situa-se a nordeste da geleira de Nosei, a sudeste da geleira de Kongur e ao sul da geleira de Saparevo, flui para sudeste do Monte Christi e entra na cabeça de Linevo no estreito de Boyd .
A geleira recebeu o nome do assentamento de Ritya, no norte da Bulgária.

## Localização
Ritya geleira está centrada em 62° 55′ 15″ S, 62° 22′ 30″ O   . Mapeamento búlgaro em 2009 e 2010.

## Mapas
- Carta de Shetland do Sul, incluindo Coronação, etc.da exploração da saveiro Dove nos anos 1821 e 1822 por George Powell Comandante da mesma. Escala ca. 1: 200000. Londres: Laurie, 1822.
- LL Ivanov. Antártica: Ilhas Livinston e Greenwich, Robert, Snow e Smith. Escala 1: 120000 mapa topográfico. Troyan: Fundação Manfred Wörner, 2010. ISBN 978-954-92032-9-5    (Primeira edição de 2009. ISBN 978-954-92032-6-4 ISBN   978-954-92032-6-4 )
- Ilhas Shetland do Sul: Smith e Low.Escala 1: 150000 mapa topográfico No. 13677. Pesquisa Antártica Britânica, 2009.
- Banco de dados digital antártico (ADD).Escala 1: 250000 mapa topográfico da Antártica. Comitê Científico de Pesquisa Antártica (SCAR). Desde 1993, regularmente atualizado e atualizado.
- LL Ivanov. Antártica: Livingston Island e Smith Island . Escala 1: 100000 mapa topográfico. Fundação Manfred Wörner, 2017. ISBN 978-619-90008-3-0 ISBN   978-619-90008-3-0

## Ligações externas

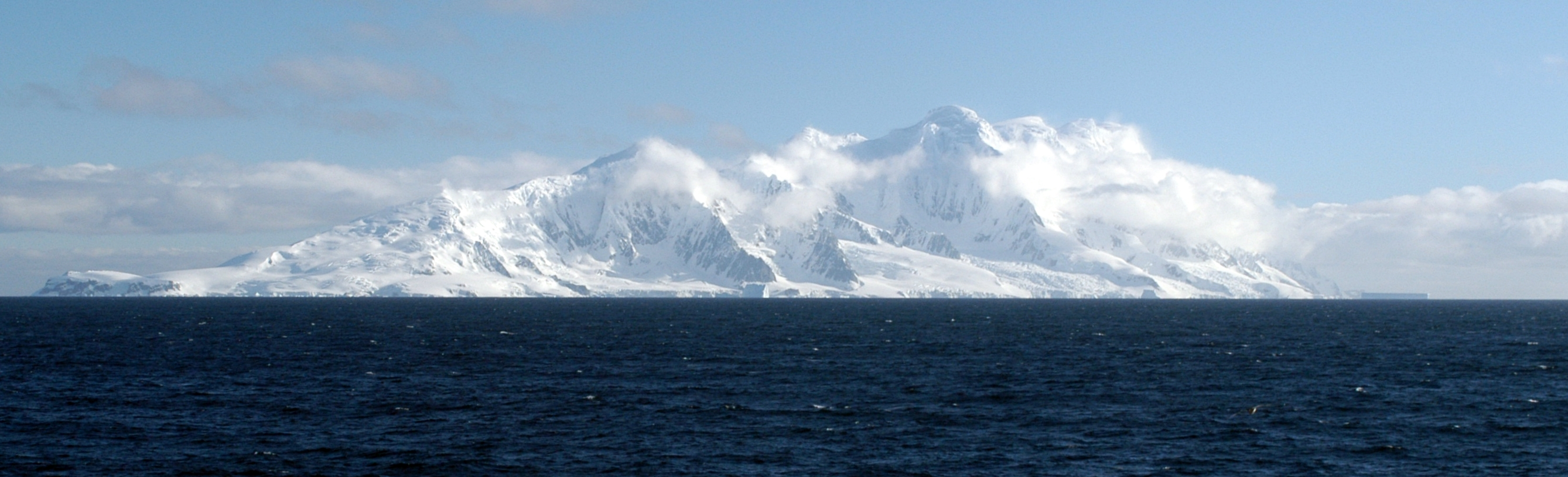
Smith Island visto do sudeste